# Inlandsbanan
Inlandsbanan er en jernbanestrækning i Sverige, som løber mellem Kristinehamn i syd og Gällivare i nord, i alt er strækningen på 1.288 kilometer (hvis den 15 kilometer lange strækning Östersund-Brunflo medregnes). Strækningen Persberg (5 kilometer nord for Filipstad) til Vika (10 kilometer syd for Mora) på i alt 58 kilometer, er imidlertid blevet helt nedlagt.

## Historie
De første tanker om en forbindelse mellem Sveriges nordligste dele og de sydvestlige dele blev præsenteret i slutningen af 1800-tallet. I 1907 besluttede rigsdagen at anlægge den første del, Östersund-Ulriksfors. I 1911 fulgte næste etape, Ulriksfors-Volgsjön (den nuværende Vilhelmina). Året efter blev der givet grønt lys til strækningen Sveg-Brunflo. Den nordligste del, Vilhelmina-Gällivare blev besluttet i 1917. 
Ved statens køb af de private jernbaner på strækningen Sveg-Kristinehamn i årene 1916-1917, var hele strækningen klar, men ikke færdiganlagt. De private jernbaner var blevet indviet i 1857 mellem Kristinehamn-Sjöändan (i 1850 med hesttrukne tog), i 1876 for Sjöändan-Persberg, i 1891 for Persberg-Mora og i 1909 for Orsa-Sveg.
Det kom til at vare mange år med enorme strabadser for SJ's generaldirektør Axel Granholm og hans jernbanearbejdere, at fuldføre det 931 kilometer lange jernbaneanlægningsarbejde. Oprindelig var indvielsen af banen planlagt til 1924, men faktorer som krig, mangel på arbejdskraft, lavkonjunktur mv., blev arbejdet stærkt forsinket. Ikke før den 6. august 1937 kunne Axel Granholm slå det sidste slag med hammeren (i Kåbdalis). Det var også afslutningen på en epoke med jernbaneanlægsarbejder i Sverige; med undtagelse af den forsinkede strækning Ulricehamn-Jönköping og et par kortere godsbaner, blev der ikke anlagt jernbaner af betydning før 1990'erne.
Prisen for anlægningen af Inlandsbanen løb op i 136 millioner SEK, hvoraf 26 millioner gik til indkøbet af de private jernbaner. 
Grundtanken med Inlandsbanan var en indre hovedbane, som skulle styrke erhvervslivet i Norrlands indre, og som samtidig i krigstid ville være en vigtig militær aflastningsbane for Norra stambanan. Da jernbaneanlægget var blevet forsinket, viste det sig at banen havde en så lav teknisk standard, at den aldrig kom til at overtage hovedbanens trafik.
En stor omlægning fandt sted i 1964, hvor strækningen Nykroppa-Herrhult-Persberg blev nedlagt. I stedet anlagde man en forbindelse fra Nykroppa til Hornkullen på Bergslagsbanan, som togene fulgte til Daglösen, videre på den eksisterende sidebane til Filipstad, dernæst via en nyanlagt strækning til Persberg. På den måde kunne togene kører via Filipstad i stedet for gennem den østligt beliggende landsby.
I årenes løb er person- og godstrafikken gradvist mindsket. Afreguleringerne i begyndelsen af 1990'erne gjorde at kommuner langs banen kunne gå sammen og overtage den den gang lukningstruede Inlandsbanan fra SJ. Til det formål dannedes Inlandsbanan AB i 1993, der indtil 2013 har brugretten og ansvaret for banen.

## Trafik
Såvel passagertrafik som godstrafik var stort set lokal fra begyndelsen, det vil sige at der ikke var gennemkørende trafik på banen, med mindre togene fungerede som tilslutning til de større jerbaner. Ikke før 1980 begyndte der at køre gennemgående tog mellem Östersund og Gällivare, og kun om sommeren.
Passagertrafikken blev nedlagt af flere omgange, i 1969 Lesjöfors-Mora, i 1985 Kristinehamn-Lesjöfors (senere delvist genoptaget). I dag er der turisttrafik om sommeren på strækningerne Kristinehamn-Persberg og Mora-Gällivare, mens der kører bus på den nedlagte strækning. På Persberg-Mora-Kristinehamn-Filipstad har der året rundt været ordinære tog, men nu findes trafikken kun på Kristinehamn-Nykroppa, hvorfra toget fortsætter på Bergslagsbanan mod Borlänge. Siden 2006 har der hele året i weekenderne kørt ordinære tog mellem Sveg og Östersund.
Godstrafikken kører nu på strækningerne Kristinehamn-Persberg, Mora-Östersund-Arvidsjaur og de korte strækninger Lomsmyren-Mora og Vansbro-Dalasågen (Vansbro ligger på den nedlagte strækning, men trafikeres via Västerdalsbanan fra Borlänge). De helt nedlagte strækninger Lesjöfors-Vansbro og Dalasågen-Vika anvendes af turister som 
dræsinebane.